# Emilio Vasarri
Emilio Vasarri, ou Émile Vasarri, né le 5 novembre 1866 à Montevarchi et mort le 19 janvier 1931 à Courbevoie, est un peintre français.

## Biographie
Emilio Vasarri est le fils de Dominique et Louise Foggi[réf. souhaitée].
Il épouse Anna Emélie Gaudefroy. Leur fille Rina Vasarri (1897-1936), épouse Lazareff, sera dessinatrice[réf. souhaitée].
Élève à l'Académie des beaux-arts de Florence[réf. souhaitée], il est peintre de genre, de nature morte et de scènes historiques, et expose au Salon à partir de 1897.
Il obtient une médaille à l'Exposition universelle de 1900[réf. nécessaire].
Au Salon de 1905, il propose Les Fontinales (fête des fontaines).
En décembre 1920, une exposition de ses tableaux est réalisée à la galerie du 15 rue du Faubourg-Saint-Honoré.[réf. souhaitée]
Il meurt à son domicile de Courbevoie à l'âge de 64 ans.